# Banovine de la Save
1929–1939
Entités précédentes :
- Oblast de Karlovac
- Oblast d'Osijek
- Oblast de Zagreb

Entités suivantes :
- Banovine de Croatie

La banovine de la Save ou banat de la Save (en croate : Savska banovina) était une province (banovine) du royaume de Yougoslavie entre 1929 et 1939. Elle tire son nom de la Save, rivière qui coule de la Slovénie à la Serbie. La banovine comprend une grande partie de la Croatie actuelle (zones de la Croatie historique et de la Slavonie). Sa capitale était Zagreb.

## Frontières

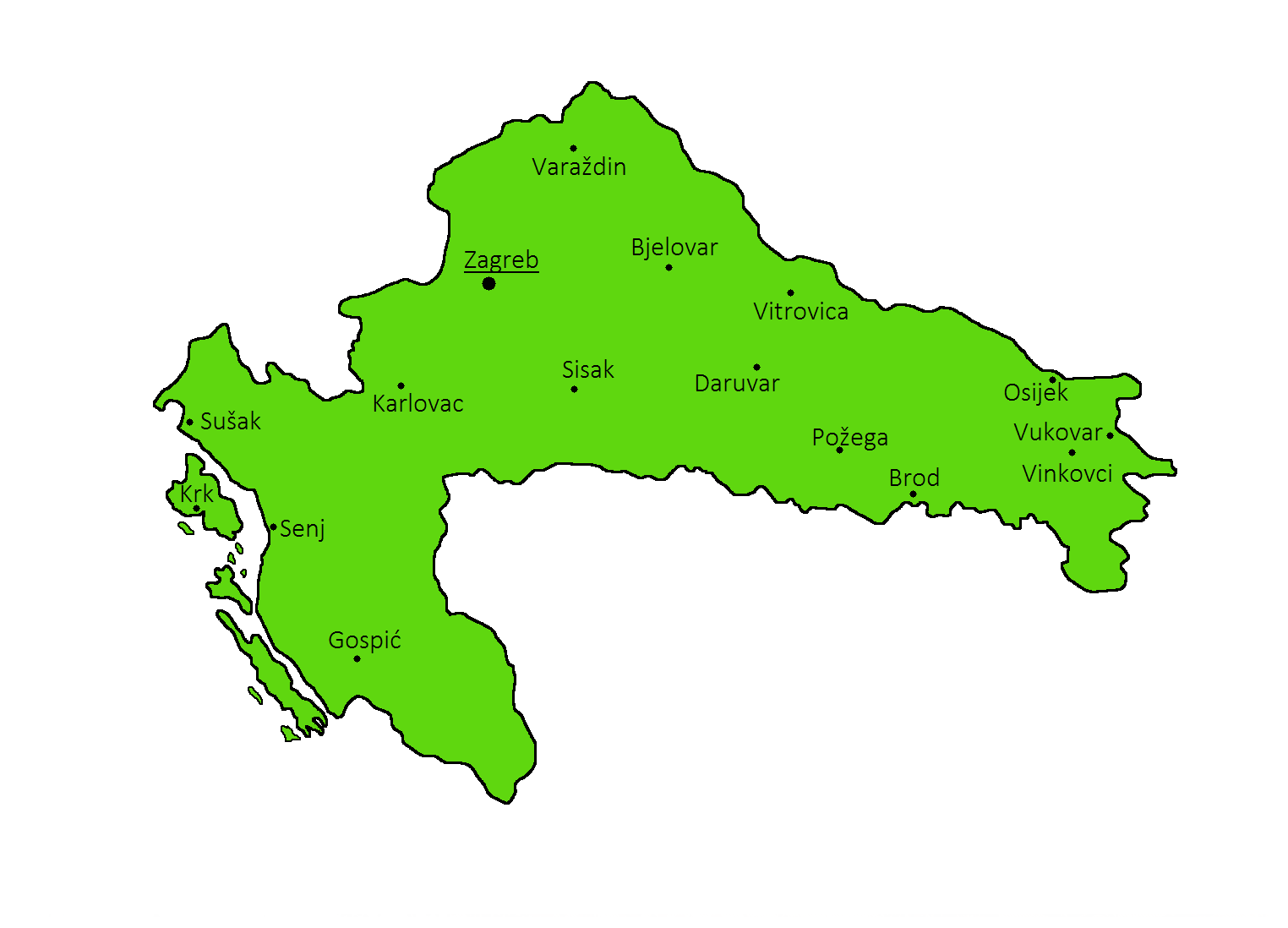
Frontières: carte de la province indiquant l'emplacement des principales villes et la capitale.

Selon la Constitution yougoslave de 1931 :
La banovine de la Save est délimitée au nord, jusqu'à la rivière Mura, par la frontière de la banovine de la Drave. Ensuite, la frontière de cette banovine suit la rivière Mura, puis la frontière de l’État de Hongrie jusqu’au point où elle quitte la Drave ; de ce point la frontière de la banovine suit le cours de la Drave, puis celle du Danube, jusqu'à la limite nord du district d'Ilok. De ce point, la frontière de la banovine quitte le Danube et se dirige vers la Save en suivant les limites orientales des districts de Vukovar, de Vinkovci et de Županja ; y compris dans ces quartiers. Elle suit ensuite le cours de la Save jusqu'à l'embouchure de la rivière Una, puis le cours de la rivière Una jusqu'à la limite nord-est du district de Dvor (au sud-ouest de Kostajnica). De ce point jusqu'à l'Adriatique (canal de Morlach), la frontière de la banovine suit les limites sud des districts de Kostajnica, Petrinja, Glina et Gvozd, puis la limite sud-est du district de Vojnić et les limites orientales des districts de Slunj, Korenica et Donji Lapac. La frontière longe ensuite la limite sud des districts de Gračac et de Gospić, qu’elle comprend. Depuis la côte adriatique, la frontière suit la gorge de Ljubač et le canal de Nova Povljana, passe entre les îles de Maun et de Planik, pour rejoindre, au nord des îles d’Olib et de Silba, la frontière de l’État sur l’Adriatique.

## Histoire

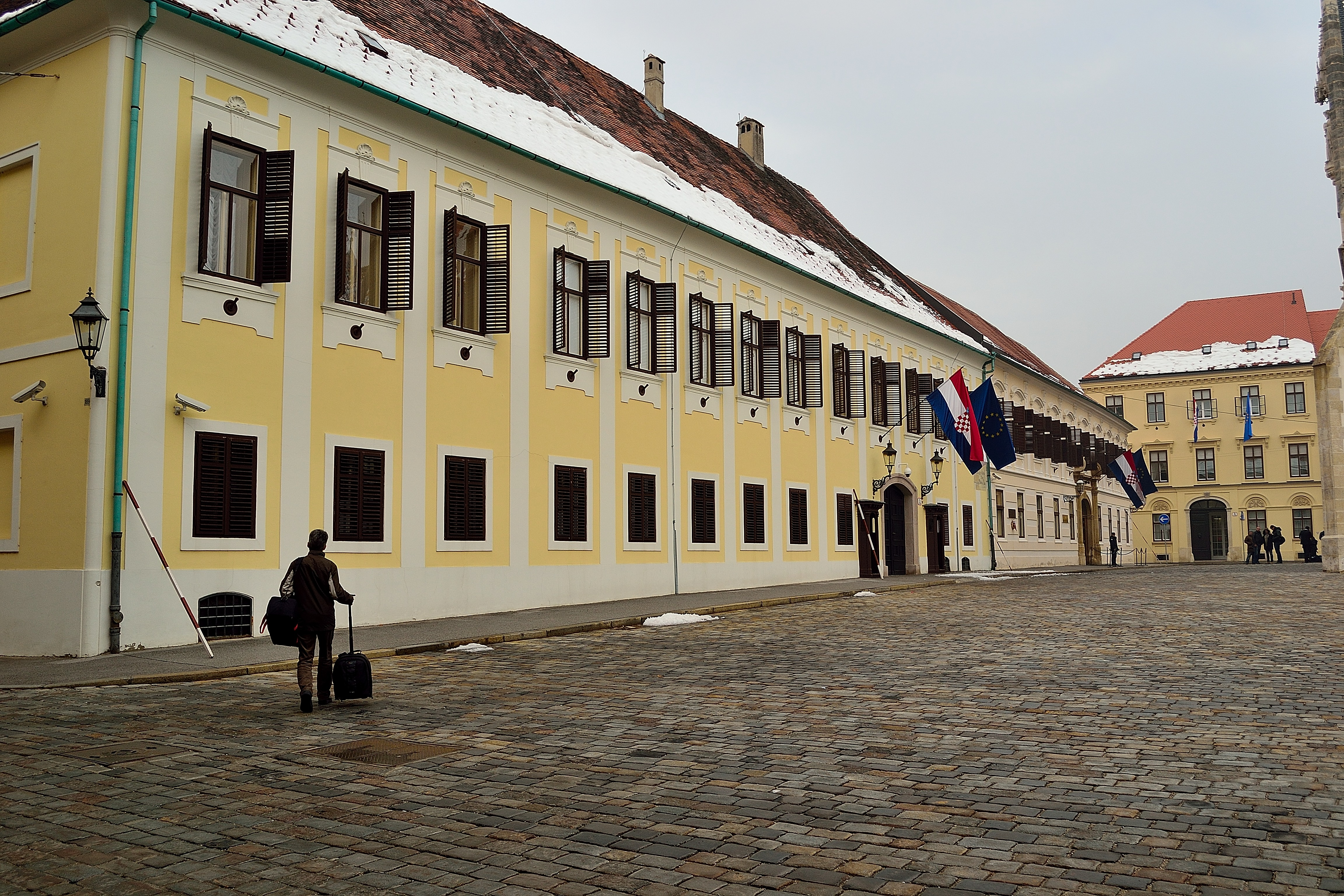
Banski dvori, qui abrite aujourd'hui le gouvernement de la Croatie, fut le siège de la banovine.

Jusqu'en 1931, elle comprenait également la Carniole-Blanche, qui fait maintenant partie de la Slovénie.
En 1939, la Banovine de la Save fusionne avec la banovine du Littoral et certaines parties des provinces voisines pour créer la banovine de Croatie. En 1941, les puissances de l’Axe de la Seconde Guerre mondiale occupent le territoire de la Banovine de la Save. L'Italie fasciste et la Hongrie annexèrent de petites zones, le reste devenant une partie de l'État indépendant de Croatie. Après la Seconde Guerre mondiale, la région est devenue une partie de la Croatie au sein de la Yougoslavie fédérale communiste.

## Liste des bans
Ci-dessous sont indiqués les ban, c'est-à-dire les gouverneurs successifs de la Banovine de la Save :
| Nom                               | Mandat         | Mandat       |
| Nom                               | Début          | Fin          |
| --------------------------------- | -------------- | ------------ |
| Josip Šilović (1858-1939)         | 9 octobre 1929 | 1931         |
| Ivo Perović (1881-1958)           | 1931           | 1935         |
| Marko Kostrenčić (1884-1976)      | 1935           | 2 mai 1936   |
| Viktor Ružić (1893-1976)          | 2 mai 1936     | 24 août 1938 |
| Stanoje Mihaldžić (intérim) ( - ) | 24 août 1938   | 26 août 1939 |